# Trace Urban
Pour les articles homonymes, voir Trace.
Trace Urban (anciennement MCM Africa puis Trace TV) est une chaîne de télévision musicale française. Elle est consacrée aux musiques et aux cultures urbaines (Rap, RnB, Hip-Hop, Dancehall, etc.), et cible un public âgé entre 15 et 34 ans.
Trace Urban est la deuxième chaîne musicale en France dans l'univers des chaînes payantes et la première en audience du continent africain, dans les départements d'Outre-mer et dans 60 pays dans le Monde. Elle est la troisième chaîne de télévision française la plus distribuée au Monde.

## Histoire de la chaîne
Fondée en 1994, sous le nom de MCM Africa, elle est une déclinaison de la chaîne française MCM appartenant à Lagardère. Son logo est le même que celui de la chaîne MCM, la mention Africa étant ajoutée en dessous de celui-ci. En 1997, MCM Africa change de logo et d'habillage, à l'instar de sa grande sœur MCM. MCM Africa ne diffusait ses programmes qu'à partir de 17 h.
Elle est vendue en 2002 à  Olivier Laouchez, ancien patron du label hip-hop Secteur Ä qui trouve des partenaires, notamment Goldman Sachs en la personne de Richard Wayner.
Le 27 avril 2003, Olivier Laouchez rebaptise MCM Africa en Trace TV, qui devient la première chaîne internationale consacrée aux musiques urbaines. 
En 2005, la mise en place de versions localisées de la chaîne permettent une accentuation du développement international de Trace TV, suivant les marchés.
Ee 2006, la chaîne reçoit un HOT BIRD Award pour la meilleure télévision musicale d'Europe.
En 2009, la chaîne ouvre un bureau à New-York.
Le 15 décembre 2010, Trace TV devient Trace Urban. Le groupe Trace lance Trace Radio, une radio urbaine du bouquet de radios numériques Goom.
En 2013 a lieu la première édition des Trace Urban Music Awards, cérémonie de récompenses pour les meilleurs artistes urbains francophones. Trace lance son nouveau site internet 100 % social et 100 % personnalisé. Sur le nouveau site web, l'utilisateur profite d'une recommandation personnalisée de contenus en fonction de ses goûts et de son profil social, grâce à une exploitation optimale de l’Open Graph de Facebook.
Trace lance Trace Stars (rebaptisé Trace Music Stars) en Afrique du Sud, un concours de détection de talents musicaux par téléphone avec Wyclef Jean pour parrain.
En 2014 a lieu la première édition d'Airtel Trace Music Star, un concours de détection de talents musicaux par téléphone panafricain dont Akon est le parrain. Trace est également rachetée à 75 % par le groupe suédois MTG.
2015 voit naître la première édition de Trace Music Stars en France et dans les départements français d'Outre-mer, un casting digital à la recherche de la prochaine signature du label Wati B.
En 2016, la seconde édition d'Airtel Trace Music Stars est marrainée par Keri Hilson.
En 2018, Love & Hip-Hop débarque sur la chaîne à partir du 24 septembre, du Lundi au Vendredi à 22 heures.
En 2019, la série Atlanta arrive sur la chaîne dès le 6 janvier, chaque Dimanche à 21 heures.
Début novembre 2022, la chaîne Trace Urban change de logo et d'habillage : cependant, le logo garde ses couleurs orange et noir, jusqu'en 2024 où le fond noir (où est inscrit le mot Trace) est remplacé par un fond blanc.

### Identité visuelle

Logo de Trace TV du 27 avril 2003 au 14 décembre 2010 (utilisé à l'antenne)
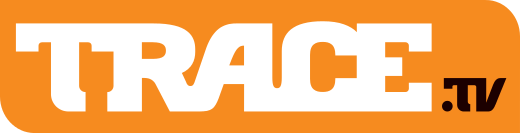
Logo de Trace TV du 27 avril 2003 au 14 décembre 2010 (non utilisé à l'antenne)
Logo du 15 décembre 2010 au 2 novembre 2022
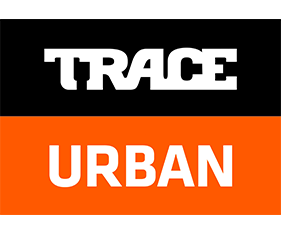
Logo actuel depuis le 3 novembre 2022.
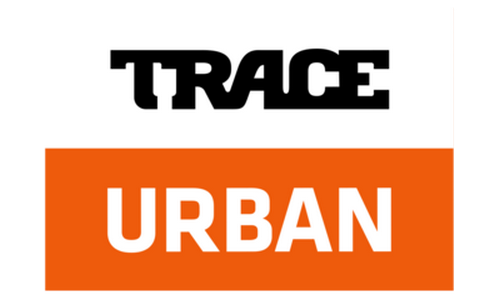
Logo de Trace Urban depuis (?) (utilisé à l'antenne ?)

## Trace Hip-Hop
Trace Hip-Hop est une chaîne diffusée sur le canal de Trace Urban du Lundi au Vendredi de 20 heures à 2 heures. Elle est diffusée à partir du 20 avril 2019. La chaîne est consacrée exclusivement à la musique Hip-hop.
Emissions
Hit 30
- Playlist
- Hit 2 rue : playlist de rap français

## Modèle économique
Les revenus de Trace proviennent des redevances payées par les distributeurs de la chaîne télé, des ressources publicitaires et des produits dérivés et licences de marque et de contenus.

## Slogans
- De 2003 à 2007 :« Play-Stop TV »
- De 2007 au 15 décembre 2010 : « 1re Télévision Urbaine »
- Du 15 décembre 2010 à avril 2017 :« We Love Hip-Hop & RnB »
- D'avril 2017 à Avril 2018 : « We Love Urban Music »
- Depuis avril 2018 : « We Are Urban Music »

## Annexe